# Externalismo (filosofia da mente)
Em filosofia da mente, externalismo é a tese que a identidade do conteúdo mental é relativa a objetos exteriores à mente. De acordo com o internalismo, a posição em relação à qual o externalismo se opõe, as propriedades mentais são supervenientes às propriedades intrínsecas do sujeito. Segundo o externalismo, dois indivíduos podem ser idênticos nas propriedades intrínsecas relevantes e ter propriedades mentais com conteúdos distintos. 
Nos debates acerca do externalismo, há (1) os que o veem como uma teoria sobre a correta determinação dos pensamentos de um sujeito e (2) os que o veem como uma resposta à questão: Propriedades mentais se sobrevém a propriedades físicas? Para os internalistas a resposta é Sim, isto é, a determinação das propriedades físicas de um indivíduo é suficiente para a determinação das suas propriedades mentais. Para os externalistas a resposta é Não, isto é, para determinar as propriedades mentais do indivíduo é preciso considerar propriedades do seu entorno.

## Variedades de externalismo sobre o mental
Há vários tipos de externalismo sobre o mental. Uma variedade se diferencia da outra pelo elemento exterior à mente responsável pela identidade do pensamento. Na tabela abaixo temos alguns exemplos.
| Variedade                     | Defensor | A identidade do pensamento é relativa... |
| externalismo semântico        | Putnam   | ao ambiente                              |
| externalismo social           | Burge    | à coletividade                           |
| externalismo causal-histórico | Davidson | à biografia do sujeito                   |
| ----------------------------- | -------- | ---------------------------------------- |

No externalismo semântico de Putnam, a identidade do pensamento é relativa ao ambiente natural. No externalismo social de Burge, à coletividade. No externalismo causal-histórico de Davidson, à biografia do sujeito.  

## Putnam e Burge
No externalismo de Putnam, apresentado originalmente em artigos como "Meaning and reference" (1973) e, principalmente, "The meaning of 'meaning'" (1975), o ponto é que um mesmo pensamento teria diferentes significados em diferentes ambientes.
No externalismo de Burge, mais ousado, e apresentado originalmente em "Individualism and the mental" (1979), o ponto é que a diferença no ambiente acarreta a diferença de pensamento.
A diferença entre essas duas variedades de externalismo é ilustrada pelo famoso experimento mental da Terra Gêmea, apresentado por Putnam. Trata-se de uma ficção científica que nos auxilia a compreender um ponto difícil de filosofia.
Imagine a seguinte situação, a qual será apresentada em três partes. Primeira parte. Uma pessoa normal, vivendo em um ambiente normal, levando uma vida normal. Essa pessoa, que chamaremos de Márcia, tem vários pensamentos envolvendo a palavra "água". Ela pensa, por exemplo, que a água é transparente, que a água mata a sede etc.
Segunda parte. Márcia é transportada para outra dimensão por um cientista louco. Na dimensão onde Márcia está tudo é igualzinho à dimensão onde vivemos. Chamemos a dimensão onde Márcia agora está de Dimensão Gêmea, e o planeta onde ela está de Terra Gêmea.
Na Terra Gêmea tudo é igual ao que há na Terra. As pessoas são iguais, as coisas são iguais. A única diferença é a fórmula química daquilo que os habitantes da Terra Gêmea chamam de "água". Isso que eles chamam de água, e que não pode ser distinguido a olho nu da água que encontramos na Terra, tem uma fórmula química diferente daquilo que nós chamamos de "água". Aquilo que nós chamamos de água tem a fórmula química H2O. O que eles chamam de "água" tem outra fórmula, XYZ. 
Terceira parte, na qual vemos a diferença entre o externalismo de Putnam e o externalismo de Burge. 
Para Putnam, a situação acima deve ser interpretada da seguinte maneira. Quando Márcia pensa "A água está fria" na Terra, seu pensamento é sobre água, H2O. Quando ela pensa o mesmo pensamento na Terra Gêmea, seu pensamento é sobre o que podemos chamar, na nossa língua, de água-gêmea, XYZ. Assim, para Putnam, o mesmo pensamento tem diferentes significados em diferentes ambientes.
Burge interpreta a situação de outra maneira. Para ele, o pensamento terráqueo de Márcia, "A água está fria", e o pensamento homófono gêmeo-terráqueo de Márcia, "A água está fria", são pensamentos diferentes. São diferentes porque os próprios pensamentos são individuados em relação ao ambiente. 
Dessas duas variedades de externalismo, a de Burge é mais consistente do que a de Putnam. Pois podemos perguntar: Como uma pessoa na Terra e outra na Terra Gêmea poderiam ter o mesmo pensamento? Se, como alegam os externalistas, os pensamentos têm diferentes significados caso os ambientes aos quais estão relacionados são diferentes, então é incompreensível que pessoas em diferentes ambientes tenham o mesmo mode de significar coisas diferentes.

## Externalismo e conhecimento de si
Muito se discute se o externalismo é compatível com a capacidade do indivíduo conhecer seus próprios pensamentos. Se o mental é determinado por propriedades exteriores ao ambiente, parece que o indivíduo precisa conhecer tais propriedades para conhecer seus pensamentos. Mas isso é implausível. Como pode ser que tenhamos que investigar o mundo para conhecer nossos pensamentos? Parece que ou ficamos com o externalismo, e não admitimos a capacidade de conhecer os próprios pensamentos, ou ficamos com tal capacidade, e rejeitamos o externalismo.
Entre os filósofos incompatibilistas, isto é, os filósofos que duvidam da compatibilidade entre externalismo e conhecimento de si, há os que tomam nossa capacidade de conhecer nossas próprias mentes como uma redução ao absurdo do externalismo, e aqueles que dizem que o externalismo leva à impossibilidade de conhecermos nossas próprias mentes. 
Os compatibilistas respondem com teorias que conciliam uma e outra coisa. Dentre tais teorias se destaca a teoria do autoconhecimento básico, de Tyler Burge. De acordo com essa teoria, nossos pensamentos ordinários são "de primeira ordem", e nossos juízos de autoconhecimento, os quais são "de segunda ordem", os herdam ou subsumem. Assim, o que quer que pensemos ordinariamente pode ser subsumido em um juízo de autoconhecimento. Por exemplo, se o sujeito pensa "A água está fria", seu juízo de autoconhecimento é "Penso que a água está fria". Tal juízo sempre pode ser proferido pelo sujeito, mesmo sendo o conteúdo do seu pensamento determinado por propriedades exteriores ao seu corpo. Assim, o sujeito pode saber o que pensa, apesar do externalismo.
Essa posição de Burge parece esclarecer um pouco a relação entre externalismo e autoconhecimento, nos mostrando que os nossos pensamentos acerca das coisas do mundo são determinados por essas coisas do mundo; todavia, o que determina o meu autoconhecimento, se dá em outro nível, isto é, quando sei que penso sobre algo no mundo. Com isso, a relação entre os nossos conteúdos mentais e o mundo é conservada, tendo em vista que, faz parte da nossa capacidade cognitiva poder subsumir um pensamento empírico em um juízo reflexivo, e é nesse juízo reflexivo que se dá o autoconhecimento, assim, podemos não só perceber que o externalismo é compatível com o autoconhecimento, mas que esse parece estar pressuposto em qualquer relação de conhecimento.
Por outro lado, Paul Boghossian (1989), em  seu ensaio "Content and Self Knowledge" duvida que a questão esteja respondida. Ainda que não tenha alcançado uma resposta suficiente para se posicionar a respeito da possibilidade de compatibilizar Externismo e Auto conhecimento, suas indagações introduzem a participação da memória na busca de uma solução para a incompatibilidade. Segundo Boghossian, um sujeito S não seria capaz de dizer se seu conteúdo mental, após uma mudança lenta, seria a respeito de água ou água gêmea. E conclui que o agente S nunca soube o conteúdo de sua memória. O argumento de Boghossian, ser estivesse correto, poderia aniquilar a possibilidade de compatibilizar Externismo e Autoconhecimento. 
Em resposta ao artigo de Boghossian, Peter Ludlow (1995)introduz o Externismo sobre a memória, possivelmente, solucionando a dificuldade apresentada por Boghossian.